# НИН-ова награда
НИН-овата награда е литературна награда за най-добър роман на годината в Югославия (днес в Сърбия).
Учредена е от редакцията на издаваното в Белград седмично списание за политика и култура „НИН“ (съкратено от „Недельне информативне новине“). Лауреатът се определя от специализирано жури от писатели и критици.

## История
НИН-овата награда е присъдена за първи път през 1954 г., а първият ѝ носител е Добрица Чосич за романа „Корени“. За повече от половин век са я взимали писатели от всички републики на Югославия.
Трикратен лауреат на НИН-овата награда е само Оскар Давичо, а двукратни са Добрица Чосич, Живоин Павлович и Драган Великич. Давичо е и единственият лауреат на НИН-овата награда в 2 последователни години (1963 и 1964).
Носители на наградата жени са само 4 писателки – Дубравка Угрешич за 1988 г., Светлана Велмар-Янкович за 1995 г., Гроздана Олуич за 2009 г. и Гордана Чирянич за 2010 г.
Награда не е присъдена само през 1959 г., когато учредителите решават да не се обявява лауреат, за да се стимулира качеството. Без награда тогава остава Миодраг Булатович с романа „Червеният петел лети в небето“. Но по-късно, през 1975 г., Булатович все пак се сдобива с НИН-овата награда с романа „Хората с по четири пръста“.
НИН-овата награда е отказвана на 2 пъти от писателите, на които е била присъдена – от Данило Киш, награден през 1972 г. за „Пясъчен часовник“, и Милисав Савич, който е отличен през 1991 г. за „Хляб и страх“.

## Носители
- 1954 – Добрица Чосич – „Корените“
- 1955 – Мирко Божич – „Неоплакани“
- 1956 – Оскар Давичо – „Бетон и свици“
- 1957 – Александар Вучо – „Мртве јавке“
- 1958 – Бранко Чопич – „Не тъгувай, бронзана стражо“
- 1959 – наградата не е присъдена
- 1960 – Радомир Константинович – „Изход“
- 1961 – Добрица Чосич – „Деобе“
- 1962 – Мирослав Кърлежа – „Заставе“
- 1963 – Оскар Давичо – „Глади“
- 1964 – Оскар Давичо – „Тайни“
- 1965 – Ранко Маринкович – „Циклопът“
- 1966 – Меша Селимович – „Дервишът и смъртта“ (Българско издание: Издателство на Отечествения фронт, 1969)
- 1967 – Ерих Кош – „Мрежа“
- 1968 – Слободан Новак – „Аромати, злато, тамян“
- 1969 – Бора Чосич – „Ролята на моя род в световната революция“
- 1970 – Борислав Пекич – „Поклонничеството на Арсений Негован“
- 1971 – Милош Църнянски – „Роман за Лондон“
- 1972 – Данило Киш – „Пясъчен часовник“ (Българско издание: Факел Експрес, 2011)
- 1973 – Михайло Лалич – „Ратна срећа“
- 1974 – Юре Франичевич Плочар – „Вир“
- 1975 – Миодраг Булатович – „Хората с по четири пръста“
- 1976 – Александар Тишма – „Употребата на човека“
- 1977 – Петко Войнич Пурчар – „Дом све даљи“
- 1978 – Мирко Ковач – „Врата од утробе“
- 1979 – Павле Угринов – „Предзададен живот“
- 1980 – Слободан Селенич – „Приятели“
- 1981 – Павао Павличич – „Вечерен акт“
- 1982 – Антоние Исакович – „Влак 2“
- 1983 – Драгослав Михайлович – „Чизмаджии“
- 1984 – Милорад Павич – „Хазарски речник“ (Българско издание: Народна култура, 1989)
- 1985 – Живоин Павлович – „Стената на смъртта“
- 1986 – Видосав Стеванович – „Тестамент“
- 1987 – Воя Чоланович – „Зебња на расклапање“
- 1988 – Дубравка Угрешич – „Форсиране на романа река“ (Българско издание: Стигмати, 2002)
- 1989 – Воислав Лубарда – „Вазнесење“
- 1990 – Мирослав Йосич Вишнич – „Одбрана и пропаст Бодрога у седам бурних годишњих доба“
- 1991 – Милисав Савич – „Хляб и страх“
- 1992 – Живоин Павлович – „Лапот“
- 1993 – Радослав Петкович – „Съдба и коментари“ (Българско издание: Ерго, 2011)
- 1994 – Владимир Арсениевич – „В трюма“ (Българско издание: Дамян Яков, 2008)
- 1995 – Светлана Велмар Янкович – „Бездна“
- 1996 – Давид Албахари – „Стръв“ (Българско издание: Библиотека 48, 1999)
- 1997 – Милован Данойлич – „Освободители и предатели“
- 1998 – Данило Николич – „Фајронт у Гргетегу“
- 1999 – Максимилиян Еренрайх Остоич – „Характеристика“
- 2000 – Горан Петрович – „Магазинчето „Сполука“ (Българско издание: Стигмати, 2004)
- 2001 – Зоран Чирич – „Хобо“
- 2002 – Младен Марков – „Укоп оца“
- 2003 – Владан Матиевич – „Писател отдалече“
- 2004 – Владимир Тасич – „Киша и хартија“
- 2005 – Миро Вуксанович – „Семољ земља“
- 2006 – Светислав Басара – „Възход и падение на Паркинсоновата болест“
- 2007 – Драган Великич – „Руски прозорец“ (Българско издание: Агата-А, 2010)
- 2008 – Владимир Пищало – „Тесла, портрет между маските“[1]
- 2009 – Гроздана Олуич – „Гласови у ветру“
- 2010 – Гордана Чирянич – „Оно што одувек желиш“[2]
- 2011 – Слободан Тишма – „Бернардијева соба“
- 2012 – Александар Гаталица – „Велики рат“[3]
- 2013 – Горан Гоцич – „Таи“[4]
- 2014 – Филип Давид – „Кућа сећања и заборава“[5]
- 2015 – Драган Великич – „Иследник“[6]
- 2016 – Ивана Димич – „Арзамас“
- 2017 – Деян Атанацкович – „Лузитания“
- 2018 – Владимир Табашевич – „Грешката на свети Себастиян“